# Clube Atlético Antoninense
O Clube Atlético Antoninense foi um clube de futebol brasileiro localizado na cidade litorânea de Antonina, estado do Paraná.
O clube foi fundado em 14 de julho de 1927 e entre os seus fundadores encontra-se José Tomaz do Nascimento, pai de Jackson Nascimento, ídolo e um dos maiores jogadores da história do Atlético Paranaense. Apesar de ter nascido em Paranaguá, Jackson começou a carreira em Antonina, jogando pelo Atlético Antoninense.
Um dos maiores feitos do Atlético Antoninense foi o de ter participado em 8 de fevereiro de 1942  das finais do campeonato paranaense da primeira divisão de 1941, juntamente com o vencedor Coritiba FC e a A.E. Jacarezinho. Naquele ano o regulamento da competição permitiu que os campeões das ligas (1º turno) disputassem o título (2º turno).
O time do litoral foi habilitado a participar da final porque ganhou a liga de Antonina, mas nas finais perdeu para o time coxa-branca por 6 a 1.. Atualmente está licenciado das competições amadoras (Liga de Antonina)

## Títulos
- Campeonato da Liga do Litoral: 1941[5] e 1942[1]